# جرج کوهن
جرج کوهن (انگلیسی: George Cohen؛ زادهٔ ۲۲ اکتبر ۱۹۳۹ – ۲۳ دسامبر ۲۰۲۲) بازیکن فوتبال اهل انگلستان بود که سابقهٔ بازی در تیم ملی فوتبال انگلستان را در کارنامهٔ خود داشت. وی در تاریخ ۶ مه ۱۹۶۴ نخستین بازی ملی خود را در مقابل تیم ملی فوتبال اروگوئه انجام داد و با حضور در ۳۷ بازی ملی، در تاریخ ۲۲ نوامبر ۱۹۶۷ واپسین بازی ملی‌اش را در برابر تیم ملی فوتبال ایرلند شمالی برگزار کرد.